# 40 p.n.e.
| [ Edytuj tabelę ] |                                                                           |
| Król Armenii      | - 55 p.n.e. Artawazdes II 34 p.n.e.                                       |
| Król Bosporu      | - 47 p.n.e. Asander 17 p.n.e.                                             |
| Cesarz Chin       | - 49 p.n.e. Han Yuandi 33 p.n.e.                                          |
| Władca Egiptu     | - 51 p.n.e. Kleopatra 30 p.n.e. - 44 p.n.e. Ptolemeusz Cezarion 30 p.n.e. |
| Król Judei        | - 63 p.n.e. Jan Hirkan II 40 p.n.e. - 40 p.n.e. Antygon 37 p.n.e.         |
| Król Kommageny    | - 70 p.n.e. Antioch I 36 p.n.e.                                           |
| Król Nabatei      | - 59 p.n.e. Malichus I 30 p.n.e.                                          |
| Król Paflagonii   | - 63 p.n.e. Attalos 40 p.n.e. - 40 p.n.e. Kastor 36 p.n.e.                |
| Król Partów       | - 57 p.n.e. Orodes II 37 p.n.e.                                           |

Rok 40 p.n.e.
stulecia: II wiek p.n.e. ~
I wiek p.n.e. ~
I wiek

lata: 50 p.n.e. «
44 p.n.e. «
43 p.n.e. «
42 p.n.e. «
41 p.n.e. «
40 p.n.e. »
39 p.n.e. »
38 p.n.e. »
37 p.n.e. »
36 p.n.e. »
30 p.n.e.

## Wydarzenia
- 15 marca – wojna peruzyńska: w zdobytej przez wojska Oktawiana Perugii ponad 300 senatorów i członków możnych rodów skazano na śmierć i złożono w ofierze na ołtarzu Juliusza Cezara.
- Herod uznany przez Senat za króla Judei.
- Partowie zaatakowali Azję Mniejsza i Syrię.
- Układ w Brundizjum – triumwirowie podzieliły między siebie państwo.
- Marek Antoniusz poślubił Oktawię, siostrę Oktawiana.
- Sallustiusz napisał Wojnę z Jugurtą (data sporna lub przybliżona).